# Boglárka Bábiczki
Boglárka Bábiczki (* 27. Juni 1981 in Kecskemét) ist eine ungarische Jazzsängerin.

## Leben und Wirken
Bábiczki  singt seit ihrer Kindheit. Mit 15 Jahren begann sie an der Musikschule ihrer Heimatstadt Gesangsunterricht zu nehmen. Im Jahr 2000 konzentrierte sie sich auf Jazzgesang und nahm in Budapest an der Postás-Musikschule (Ferenc-Erkel-Musikschule) in Budapest Unterricht bei Ágnes Lakatos. Später studierte sie bei Gábor Winand. Seit 2006 lebt sie in Österreich, wo sie studierte und 2010 ihr Jazzstudium am Vienna Konservatorium bei Eva Valenta und Willi Landl abschloss.
2012 nahm Bábiczki an der Montreux International Jazz Voice Competition teil, wo sie ins Semi-Finale kam. Sie gründete ihr Boglarka Babiczki Quintett, mit dem eine EP und das Album Freedom Taste Like (2017) entstand. Auch bildete sie mit dem Schlagzeuger Martin Peham das Drum-n‘-Voice-electropop-Duo Lark. Michiru Ripplinger holte sie in seine Gruppe Hiroi, mit der er 2016 das Album The Return of the Koi bei Listen Closely veröffentlichte. Mit dem Vienna Improvisers Orchestra um Michael Fischer trat sie beim Moers Festival 2022 auf.  Sie ist weiterhin im Trio Simple Sam Vintage Band (mit Nikola Stanosevic und Paul Müller) aktiv sowie mit Alexander’s Ragtime Band. Außerdem trat sie am Burgtheater Wien im Antigone-Chor auf und ist auf Alben von Alma Együttes  und The Clonious zu hören.